# Новокурск (Оренбургская область)
Новокурск — деревня в Кувандыкском городском округе Оренбургской области.

## География
Находится на правобережье Сакмары на расстоянии примерно 2 километра на север от окружного центра города Кувандык.

## Климат
Климат умеренно-континентальный. Времена года выражены чётко. Среднегодовая температура по району изменяется от +4,0 °C до +4,8 °C на юге. Самый холодный месяц года — январь, среднемесячная температура около −20,5…−35 °C. Атмосферных осадков за год выпадает от 300 до 450—550 мм, причём большая часть приходится на весенне-летний период (около 70 %). Снежный покров довольно устойчив, продолжительность его, в среднем, 150 дней.

## История
Основана в первом десятилетии XX века переселенцами из Курской губернии. Название дано по старой родине. В старину селение именовали Новокурский хутор. До 2016 года входила в Ибрагимовский сельсовет Кувандыкского района, после реорганизации этих муниципальных образований в составе Кувандыкского городского округа.

## Население
Постоянное население составляло 15 человек в 2002 году (87 % русские), 12 в 2010 году.